# Politie

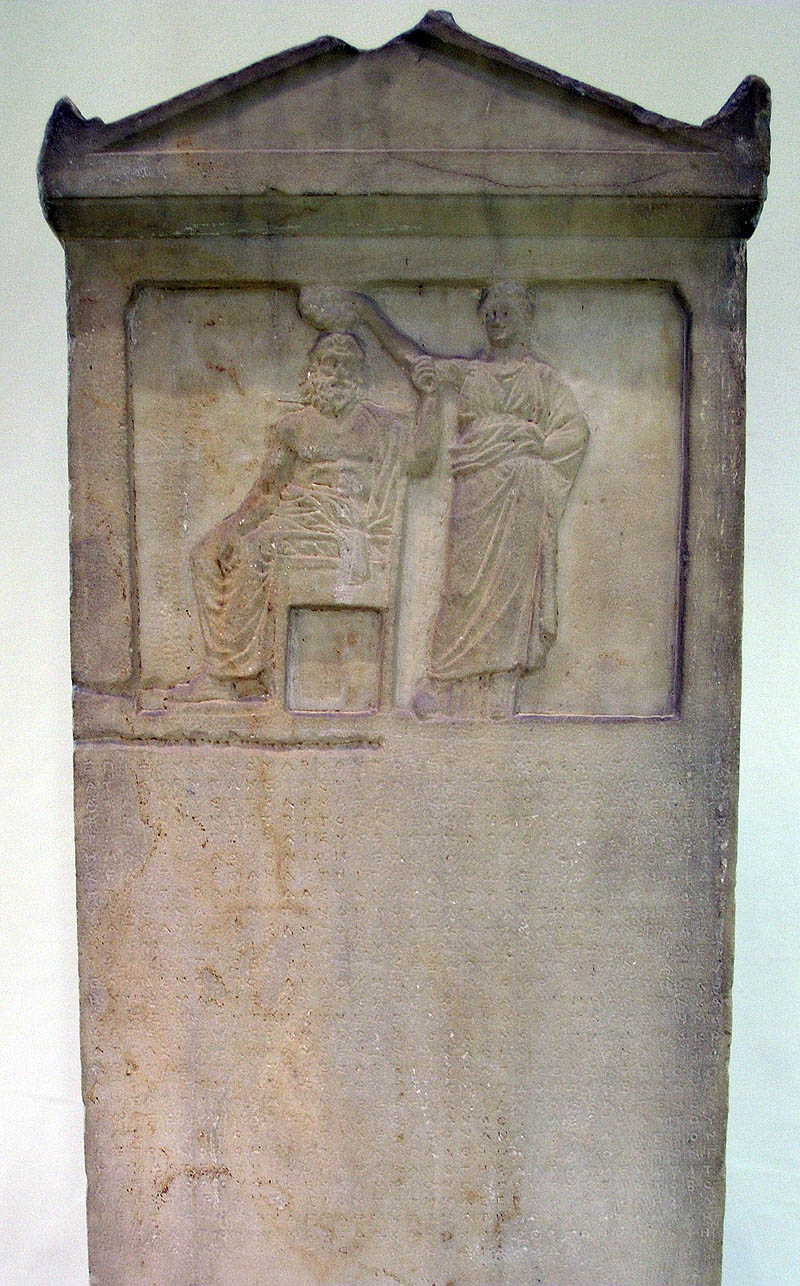
Stèle dite de la démocratie. Le bas-relief représente la personnification du Demos couronné par la Démocratie. v.330 av. J-C (musée de l'Agora d'Athènes).

La politie (du grec ancien : πολιτεία / politeia, « régime politique, gouvernement ») est un concept de philosophie politique qui désigne le régime politique, la forme de gouvernement. Si chez Platon, dans la République, la politeia désigne le régime politique en tant que tel dans le cadre d'une Cité-État, le sens du concept glisse avec le temps. Ainsi, chez Aristote, dans la Politique, la politeia est le nom donné au gouvernement mixte qui mélange des aspects de l'oligarchie et de la démocratie.

## Concept

### Platon et les régimes politiques
Chez Platon, la politeia désigne le régime politique en tant que tel. Le livre phare du philosophe, la République, porte en grec ancien le nom de Peri politeias, et c'est Cicéron qui traduit en latin le titre de l'ouvrage en De re publica.

### Aristote et le régime idéal
Dans la Politique, Aristote cherche à déterminer quel est le régime politique idéal, à l'instar de Platon dans la République. Il dresse alors une comparaison des grandes formes de régime politique selon que la finalité est la recherche du bien commun ou non. Ainsi, le gouvernement assuré par une seule personne est une monarchie s'il recherche le bien commun ou une tyrannie si ce n'est pas son objectif. De même, un gouvernement assuré par une minorité de personnes qui recherchent le bien commun sera une aristocratie. Dans le cas contraire, ce sera une oligarchie.
Le philosophe critique les régimes tels que l'oligarchie et la démocratie, mais se montre favorable à la politie. C'est le gouvernement assuré par le peuple dans un but de recherche du bonheur commun. La politie est le plus praticable, en tant qu'il s'agit d'une démocratie tempérée par l'oligarchie, c'est-à-dire une république du juste équilibre. Sa constitution est en effet tempérée : ni oligarchique, ni démocratique, elle est un mélange des deux. La politie est le gouvernement du plus grand nombre mais au sein duquel est représentée la classe moyenne, contrairement à la démocratie où, pour Aristote, seuls les plus démunis dirigent. 
Pour lui, la force de la classe moyenne est d'être au centre de la société. Elle permettrait donc un équilibre certain dans la vie politique, partageant à la fois les intérêts des plus démunis et des plus riches. Ce gouvernement de la classe moyenne assurerait ainsi la stabilité qui manque aux régimes politiques de l'Antiquité grecque. La politie n'est donc possible que dans les cités hébergeant une classe moyenne forte. 
Pour Aristote, il n'y a pas de régime qui soit bon ou mauvais en soi, seules comptent la vertu des dirigeants et la finalité — intérêt général ou intérêt personnel — qu'ils s'assignent. Par conséquent, tout régime doit être adapté à la cité qui l'adopte sinon celui-ci ne pourra pas fonctionner.

## Critiques et débats
Jean Bodin critique énergiquement l'idée selon laquelle la politie (définie comme gouvernement mixte et équilibré, sur la base de la définition aristotélicienne) existe. Il soutient qu'un État peut prendre la forme de monarchie, d'aristocratie ou de démocratie, mais jamais un autre. En effet, la politie renvoie à une division du pouvoir, or la souveraineté a pour principe l'indivisibilité : le roi doit décider seul, en respectant la loi du Dieu chrétien et le droit naturel des hommes, en veillant à ne décider que des choses qui sont communes aux ménages.